# Miguel Pitta
Miguel Pitta (9 agosto 1986) è un calciatore britannico delle Isole Cayman, portiere del George Town.

## Carriera

### Club
Ha giocato nella massima serie del campionato delle Isole Cayman con il George Town.

### Nazionale
Ha esordito in Nazionale nel 2011, giocando tre partite di qualificazione ai Mondiali 2014.

## Statistiche

### Cronologia presenze e reti in Nazionale
| Cronologia completa delle presenze e delle reti in nazionale ― Isole Cayman | Cronologia completa delle presenze e delle reti in nazionale ― Isole Cayman | Cronologia completa delle presenze e delle reti in nazionale ― Isole Cayman | Cronologia completa delle presenze e delle reti in nazionale ― Isole Cayman | Cronologia completa delle presenze e delle reti in nazionale ― Isole Cayman | Cronologia completa delle presenze e delle reti in nazionale ― Isole Cayman | Cronologia completa delle presenze e delle reti in nazionale ― Isole Cayman | Cronologia completa delle presenze e delle reti in nazionale ― Isole Cayman |
| Data                                                                        | Città                                                                       | In casa                                                                     | Risultato                                                                   | Ospiti                                                                      | Competizione                                                                | Reti                                                                        | Note                                                                        |
| --------------------------------------------------------------------------- | --------------------------------------------------------------------------- | --------------------------------------------------------------------------- | --------------------------------------------------------------------------- | --------------------------------------------------------------------------- | --------------------------------------------------------------------------- | --------------------------------------------------------------------------- | --------------------------------------------------------------------------- |
| 08-10-2011                                                                  | George Town                                                                 | Isole Cayman                                                                | 0 – 1                                                                       | Suriname                                                                    | Qual. Mondiali 2014                                                         | -1                                                                          | 88’                                                                         |
| 11-11-2011                                                                  | San Cristóbal                                                               | Rep. Dominicana                                                             | 4 – 0                                                                       | Isole Cayman                                                                | Qual. Mondiali 2014                                                         | -4                                                                          |                                                                             |
| 15-11-2011                                                                  | George Town                                                                 | Isole Cayman                                                                | 1 – 1                                                                       | Rep. Dominicana                                                             | Qual. Mondiali 2014                                                         | -1                                                                          |                                                                             |
| Totale                                                                      |                                                                             | Presenze                                                                    | 3                                                                           |                                                                             | Reti                                                                        | -6                                                                          |                                                                             |